# Hypsiboas joaquini
Hypsiboas joaquini är en groddjursart som först beskrevs av Lutz 1968.  Hypsiboas joaquini ingår i släktet Hypsiboas och familjen lövgrodor. IUCN kategoriserar arten globalt som livskraftig. Inga underarter finns listade i Catalogue of Life.